# Celebrity Skin (album)
| Recensione    | Giudizio |
| ------------- | -------- |
| AllMusic      | [ 1 ]    |
| Rolling Stone | [ 7 ]    |
| NME           | [ 8 ]    |
| Spin          | [ 9 ]    |

Celebrity Skin è il terzo album in studio del gruppo musicale alternative rock statunitense Hole, pubblicato l'8 settembre 1998 dalla casa discografica Geffen Records.

## Descrizione
L'album è stato registrato in un periodo di nove mesi negli studi di Los Angeles, New York e Londra con il produttore Michael Beinhorn. Il suono differisce notevolmente dai precedenti album Pretty on the Inside e Live Through This più grunge.
Il titolo deriva dalla rivista statunitense omonima. Per questo la stessa rivista ha minacciato azioni legali nei confronti del gruppo per l'abuso del loro nome.
È il primo album da studio a cui ha partecipato Melissa Auf der Maur nonostante fosse entrata nel gruppo nel 1994.
I brani sono stati composti oltre che dalla leader Courtney Love e dal chitarrista Eric Erlandson anche dagli altri membri della band, con l'ampio contributo di Billy Corgan degli Smashing Pumpkins e di Jordon Zadorozny ex Tinker ed infine di Charlotte Caffey, chitarrista delle Go-Go's, in un solo brano.
Sebbene sia presente nelle note la batterista Patty Schemel non suona realmente nell'album, ma è stata sostituita dal turnista Deen Castronovo, su suggerimento del produttore.
Questo ha poi provocato la sua successiva uscita dalla band e il ritiro dal tour.
Celebrity Skin è stato l'ultimo album della band prima della loro separazione del 2002.
Celebrity Skin è stato l'album di maggiore successo commerciale delle Hole vendendo fino al 2010 negli Stati Uniti oltre 1 400 000 copie e più di 124.000 nel Regno Unito, vincendo il disco di platino e raggiungendo il primo posto con il singolo omonimo Celebrity Skin nella classifica Alternative Airplay.
L'album ha ricevuto tre nomination al 41° Grammy Awards del 1999 come miglior album rock, migliore brano rock e migliore performance vocale rock
, il video ha avuto una nomination all'MTV Video Music Awards del 1999.

## Tracce
Tutti i testi sono stati scritti da Courtney Love, la musica come specificato.
1. Celebrity Skin – 2:42 (Corgan, Erlandson, Love)
2. Awful – 3:16 (Auf der Maur, Erlandson, Love, Schemel)
3. Hit So Hard – 4:00 (Corgan, Erlandson, Love)
4. Malibu – 3:50 (Corgan, Erlandson, Love)
5. Reasons To Be Beautiful – 5:19 (Auf der Maur, Charlotte Caffey, Erlandson, Love, Jordon Zadorozny)
6. Dying – 3:44 (Corgan, Erlandson)
7. Use Once & Destroy – 5:04 (Auf der Maur, Erlandson, Love, Schemel)
8. Northern Star – 4:58 (Erlandson)
9. Boys On The Radio – 5:09 (Auf der Maur, Erlandson, Love)
10. Heaven Tonight – 3:31 (Erlandson)
11. Playing Your Song – 3:21 (Auf der Maur, Erlandson, Love)
12. Petals – 5:29 (Corgan, Erlandson, Love)

## Formazione
- Courtney Love – voce, chitarra
- Eric Erlandson – chitarra
- Melissa Auf der Maur – basso, cori
- Patty Schemel – batteria

## Classifiche
| Classifica (1998) | Posizione massima |
| ----------------- | ----------------- |
| Australia         | 4                 |
| Austria           | 15                |
| Belgio (Fiandre)  | 23                |
| Belgio (Vallonia) | 48                |
| Canada            | 3                 |
| Francia           | 24                |
| Germania          | 21                |
| Italia            | 11                |
| Norvegia          | 14                |
| Nuova Zelanda     | 15                |
| Paesi Bassi       | 62                |
| Regno Unito       | 11                |
| Stati Uniti       | 9                 |
| Svezia            | 10                |
| Svizzera          | 26                |